# آلف بیشاپ (بازیکن فوتبال، زاده ۱۸۸۶)
آلف بیشاپ (انگلیسی: Alf Bishop; ۸ آوریل ۱۸۸۶ – ۸ اوت ۱۹۳۸) بازیکن فوتبال اهل بریتانیا بود.
از باشگاه‌هایی که در آن بازی کرده‌است می‌توان به باشگاه فوتبال ولورهمپتون واندررز و باشگاه فوتبال ورکسام اشاره کرد.